# Michel Saloff-Coste

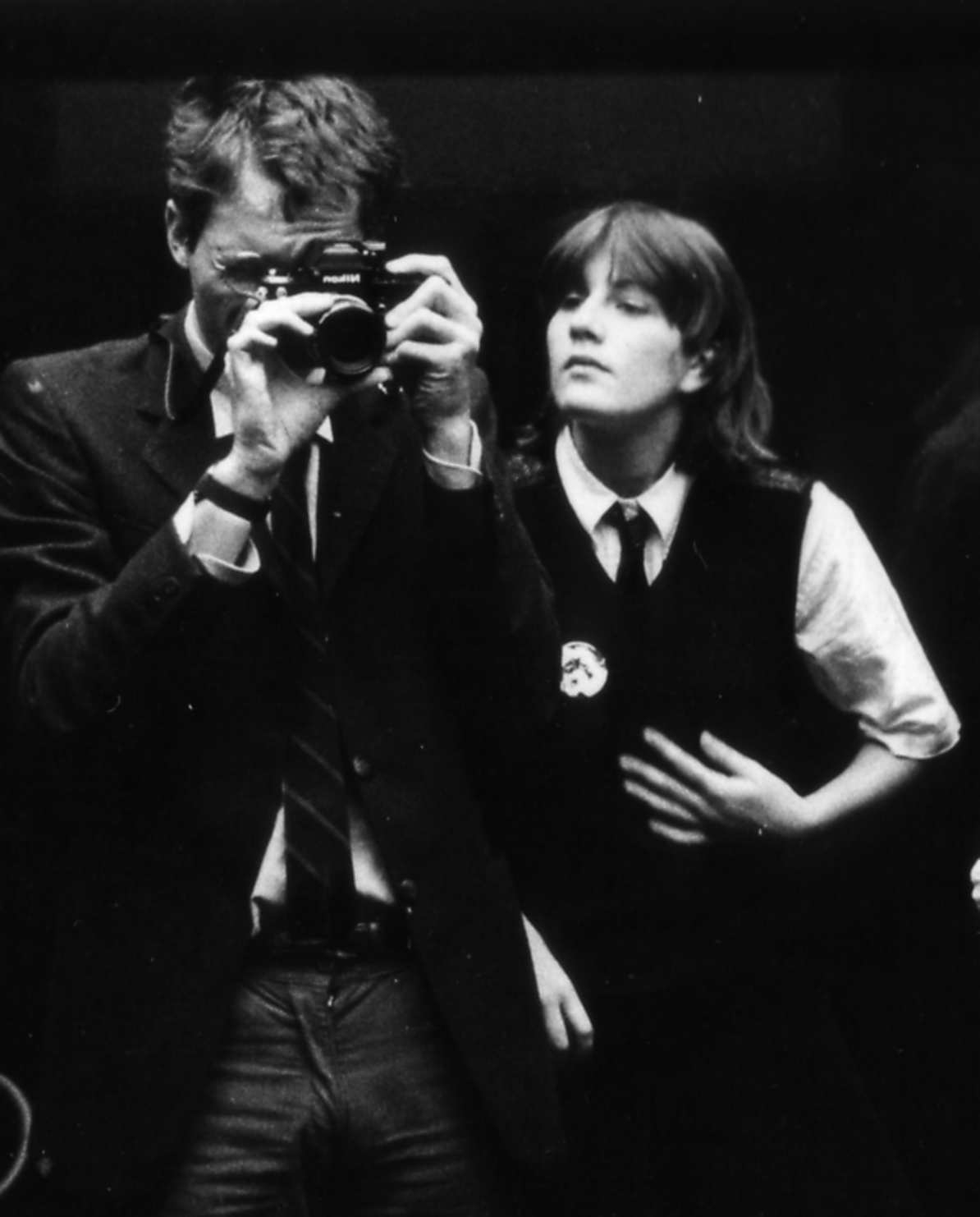
Michel Saloff-Coste

Michel Saloff-Coste (*  28. Juni 1955 in Paris, Frankreich) ist ein französischer Wirtschaftswissenschaftler. Saloff-Coste hat eine Reihe von Büchern zur Unternehmensberatung verfasst.

## Leben
Nach dem Besuch des Lyzeums École Saint Martin de France in Pontoise absolvierte er ein Studium an der Pariser Kunsthochschule École nationale supérieure des beaux-arts de Paris in der Klasse von Gustave Singier. Gleichzeitig studierte er Philosophie an der Universität von Vincennes bei Gilles Deleuze. 
Er ist Mitautor zahlreicher Bücher zur Unternehmensberatung, wie Le DRH du 3e millénaire (2009), Trouver son génie: Valoriser ses talents, (2005) und  construire son projet de vie, Le management du troisième millénaire: Anticiper, créer, innover - Introduction à une nouvelle gouvernance pour un développement durable dans la société de l'information (2005). Neben seiner Arbeit betätigt sich Saloff-Coste als Maler und Fotograf.
Saloff-Coste ist Vorsitzender der Unternehmensberatung MSC & Partner.